# Стад Дюделанж
«Стад Дюделанж» (фр. Stade Dudelange) — бывший футбольный клуб из города Дюделанж, Люксембург. Основан в 1908 году. В связи с трудными финансовым и турнирным положением в 1980-х годах клуб объединился в середине 1991 года с двумя другими городскими клубами, «Альянс Дюделанж» и «ЮС Дюделанж, в «Ф91 Дюделанж».

## История
«Стад» впервые поучаствовал в розыгрыше чемпионата в сезоне 1913/14 годов. Золотой период клуба пришёлся на 20-е—50-е годы, когда он выиграл почти все свои трофеи или финишировал в первенстве вторым.
Во время оккупации Люксембурга Третьим Рейхом клуб участвовал в розыгрыше чемпионата Германии в Гаулиге Мозеланд. В сезоне 1941/42 команда выиграла Гаулигу и вышла в плей-офф, но в первом раунде со счётом 0-2 дома проиграла Шальке 04, будущему победителю.
В 1965 году «Стад», как оказалось потом, в последний раз стал чемпионом страны. Уже через 3 сезона он занял 11-е место и выбыл во второй дивизион. После этого команда ещё 10 раз играла в высшей лиге и 8 — во второй. В 1986 году клуб в последний раз играл в элите и занял последнее (12-е) место, проиграв 20 матчей и 2 сведя вничью. В следующем сезоне «Стад» финишировал последним уже во втором дивизионе. В 1989 году клуб выбыл и из третьей лиги, но через год смог вернуться. Заняв 4-е место в сезоне 1990/91 «Стад» объединился с «Альянсом» (в этом сезоне играл во второй лиге) и ЮС (в третьей). В итоге был образован клуб Ф91 Дюделанж.

### Названия
- 1908 — основан как Gallia Dudelange
- 1912 — переименован в Sparta Dudelange
- 1913 — переименован в Stade Dudelange
- 1940 — переименован в FV Stadt Düdelingen (название по-немецки)
- 1944 — переименован обратно в Stade Dudelange

## Достижения
- Чемпионат Люксембурга

Победитель (10): 1938/39, 1939/40, 1944/45, 1945/46, 1946/47, 1947/48, 1949/50, 1954/55, 1956/57, 1964/65
Серебряный призёр (6): 1919/20, 1922/23, 1924/25, 1927/28, 1955/56, 1959/60
- Кубок Люксембурга

Победитель (4): 1937/38, 1947/48, 1948/49, 1955/56
Финалист (8): 1927/28, 1935/36, 1938/39, 1939/40, 1946/47, 1956/57, 1957/58, 1959/60
- Гаулига Мозеланд

Победитель (1): 1941/42

## Участие в еврокубках
| Сезон   | Соревнование                | Соперник                | Счёт      |
| ------- | --------------------------- | ----------------------- | --------- |
| 1957/58 | Кубок европейских чемпионов | Црвена Звезда (Белград) | 0-5, 1-9  |
| 1965/66 | Кубок европейских чемпионов | Бенфика                 | 0-8, 0-10 |

## Известные игроки
- Эрнест Бреннер (1952—1971)
- Николас Кеттель (1945—1948 , 1953—1960)
- Тео Стендебах (1958—1963)
- Камилль Либар (1937—1940 , 1944—1947)